# 藤枝山
藤枝山，位於台灣高雄市桃源區寶山里，峰頂海拔1,565公尺，為台灣小百岳之一。該山峰地處荖濃溪支流寶來溪與支流邦腹北溪的分水嶺上，峰頂立有二等三角點1664號、臺灣省政府圖根補點各一顆。
藤枝山東北側為藤枝國家森林遊樂區。